# Bythinella galerae
Bythinella galerae е вид коремоного от семейство Amnicolidae.

## Разпространение
Видът е разпространен във Франция.